# Ernst Maximilian von Troschke
Ernst Maximilian Freiherr von Troschke (* 11. März 1780 in Frankfurt an der Oder; † 3. März 1847 in Stettin) war ein preußischer Generalleutnant und Kommandeur der 4. Landwehr-Brigade. Er war Herr auf Tammendorf, Klebow (Kreis Crossen), auf Rauffe und Wültschkau (Kreis Neumarkt) sowie auf Zeinicke (Kreis Saatzig) und Fürstenflagge (Kreis Naugard), welches er von seiner Frau kaufte.

## Leben

### Herkunft
Seine Eltern waren der preußische Generalmajor und Kommandeur des Infanterieregiments „von Zenge“ Ernst Friedrich von Troschke (1741–1809) und dessen zweiter Ehefrau Karoline Sophie Henriette, geborene von Oppell (* 27. Juli 1756; † 20. Mai 1803). Der preußische Generalleutnant und Militärschriftsteller Theodor von Troschke (1810–1876) war sein Bruder.

### Militärlaufbahn
Troschke kam am 1. November 1793 als Gefreitenkorporal in das Infanterieregiments „von Frankenberg“ der Preußischen Armee und nahm 1794 am Feldzug in Polen teil. Dort kämpfte er an der Belagerung von Warschau sowie den Gefechten bei Blonie und Kamion. Am 1. April 1795 wurde er Fähnrich und am 8. Oktober 1797 Sekondeleutnant. Am 1. Februar 1798 wurde er zum Bataillonsadjutant ernannt und besuchte die Vorlesungen des Ingenieurmajors Müller in Berlin. Am 9. Juli 1803 erhielt Troschke den Johanniterorden und bekam am 21. April 1804 seine Demission. Er heiratete im Oktober und zog sich auf sein Gut zurück.
Mit dem Beginn der Befreiungskriege trat Troschke erneut in preußische Dienste und kam am 1. Juni 1813 als Kapitän in das 9. Schlesische Landwehr-Infanterie-Regiment. Bereits am 21. August 1813 wurde mit Patent vom 19. Oktober 1813 zum Major befördert. Während des Krieges kämpfte Troschke bei Dresden, Kulm, Leipzig, Zinnwald und Peterswaldau sowie bei der Belagerung von Erfurt. Für Leipzig wurde er mit dem Eisernen Kreuz II. Klasse und dem Orden des Heiligen Wladimir IV. Klasse ausgezeichnet.
Nach dem Krieg wurde er am 8. Juni 1816 dem 14. Infanterie-Regiment aggregiert. Am 16. April 1817 avancierte Troschke zum Oberstleutnant und Bataillonskommandeur in diesem Regiment. Am 24. Februar 1819 wurde er zum Kommandeur des Füsilierbataillons ernannt. Als Oberst beauftragte man ihn am 18. Juni 1825 mit der Führung des 21. Infanterie-Regiments und im gleichen Jahr erhielt er auch das Dienstkreuz. Am 10. September 1826 wurde Troschke zum Regimentskommandeur ernannt. Am 30. März 1833 kam er als Kommandeur zur 33. Infanterie-Brigade. Mit Patent vom 1. April 1835 wurde er am 30. März 1835 Generalmajor und Kommandeur der 4. Landwehr-Brigade. In Würdigung seiner Leistungen erhielt Troschke am 18. Januar 1840 den Roten Adlerorden II. Klasse mit Eichenlaub. Aus gesundheitlichen Gründen nahm er am 10. März 1842 seinen Abschied mit dem Charakter als Generalleutnant und der gesetzlichen Pension. Er starb am 3. März 1847 in Stettin.
Der General Rüchel-Kleist schrieb in seiner Beurteilung: „Ein wohl denkender Stabsoffizier von anständigen und stets richtigen Benehmen. Hat viel natürlichen Verstand und ist auch nicht ohne wissenschaftliche Bildung. Das Regiment ist unter ihm in einer sehr guten Verfassung und Ordnung, führt die ihm untergebenen Truppen, sowohl auf dem Exerzierplatz als auch bei den Manövern mit Umsicht und dem Zwecke entsprechend. Besitzt gute Kenntnisse vom Felddienst und eignet sich ganz zur Anstellung als Kommandeur einer Infanterie- oder Landwehr-Brigade.“

### Familie
Troschke heiratete am 19. Oktober 1804 auf Schmarse Charlotte Helene Friederike von Sydow (* 21. März 1781; † 24. Dezember 1821). Das Paar hatte mehrere Kinder:
- Karoline Hedwig Marie Eveline (* 7. August 1817; † 21. August 1841) ⚭ 19. März 1839 Philipp Christian August von Canstein (1804–1877), General der Infanterie
- Emil Eduard Oskar Ludwig (* 13. Oktober 1818; † 25. August 1900)[1]

⚭ 12. Februar 1852 Anna Amalie Caroline von Görzke (* 24. März 1833; † 11. Januar 1853)
⚭ 19. Mai 1858 Ottilie Julie Frederike Eleonore von Plötz (* 14. April 1839) aus dem Haus Stuckow, Eltern von Ernst von Troschke
- Karl Friedrich Ernst Maximilian Julius Erdmann (* 20. Dezember 1821; † 12. Juni 1880) ⚭ 1851 Emilie Steffenhagen (* 8. November 1829), Witwe von Johann George Wilhelm von Loeper († 1850), Herr auf Nessin[2][3]

Nach dem Tod seiner ersten Frau heiratete am 8. Mai 1823 in Schönwerder Albertine Dorothea Franziska von Bonin (* 27. Juli 1788; † 18. Mai 1854) aus dem Haus Elvershagen, eine Tochter des Landschaftsdirektors Otto Friedrich Fürchtegott von Bonin. Das Paar hatte mehrere Kinder:
- Luise Ottilie Ernstine (* 10. März 1824) ⚭ 1847 Wilhelm Palm (* 1811; † 16. Februar 1876), Landrat[5]
- Helene Julie Friederike Hulda (* 29. März 1827; † 25. März 1906) ⚭ 1849 Eduard Kuno von der Goltz (1817–1897), General der Infanterie[6]
- Hulda Emma Hermine (* 30. Oktober 1831) ⚭ Wilhelm Heinrich Ludwig Richard Graf von Hoym (* 1. Dezember 1826; † 22. Mai 1866)[7]